# João W. Nery
João W. Nery (Rio de Janeiro, 12 febbraio 1950 – Niterói, 26 ottobre 2018) è stato uno psicologo, scrittore e attivista brasiliano. Attivista LGBT, fu il primo uomo transessuale a sottoporsi all'operazione chirurgica del cambio di sesso in Brasile, nel 1977.

## Biografia
Nato a Rio de Janeiro nel 1950, era figlio di un aviatore e di un'insegnante elementare; quando aveva 9 anni sua madre lo portò da uno psicologo e, all'età di 13 anni, tentò di aumentare la massa muscolare ma anche l'autostima.
Suo padre fu esiliato in Uruguay nel 1964 per tre anni e la famiglia dovette lasciare João e gli altri figli dai loro parenti. Qui, mentre era in vacanza con suo padre, incontrò Darcy Ribeiro e sua moglie Berta Gleizer Ribeiro, con i quali imparò l'antropologia, l'archeologia e la sociologia. Suo padre sarebbe tornato in Brasile solo dopo quattro anni.
Nel 1975 viaggiò in Europa; in una libreria di Parigi trovò una rivista scientifica chiamata Sexualité e si soffermò su un articolo che parlava di interventi chirurgici transgenici. Ritornò in Brasile poco dopo, conseguendo un master in psicologia e insegnando in tre college.
L'intervento per il cambiamento di sesso non fu eseguito in Brasile, poiché durante la dittatura era considerato una mutilazione. Un collega psicologo lo indirizzò a un endocrinologo dell'ospedale Moncorvo Filho dove iniziò a conoscere le differenze tra transessualità e omosessualità. Fu proprio in questo ospedale che cominciò a pensare all'intervento chirurgico per il cambiamento di sesso.
La sua famiglia fu sempre ostile alla transizione; il padre era contrario, mentre la madre avrebbe accettato "...una figlia omosessuale, ma non una senza identità". Su suggerimento del suo medico, cercò uno psichiatra che esprimesse un parere tecnico favorevole. L'intervento fu eseguito in una clinica a San Paolo, clandestinamente, senza cartelle cliniche. Il trattamento ormonale iniziò successivamente, seppure l'intervento chirurgico non avesse rimosso l'utero e le ovaie.
Nel corso degli anni diventò un attivista per i diritti LGBT in Brasile, in particolare dei transessuali. Un disegno di legge dei deputati João Wyllys ed Erika Kokay porta il suo nome: è basato sulla legge argentina sull'identità di genere, garantendo il diritto di riconoscere l'identità di genere di tutte le persone transgender in Brasile, senza la necessità di autorizzazione giudiziaria, rapporti medici o psicologici, interventi chirurgici o trattamenti ormonali.
Nell'agosto 2017 scoprì di avere un cancro ai polmoni. Nel settembre 2018 rivelò sui social network che il cancro aveva colpito il cervello. Morì a Niterói il 26 ottobre successivo all'età di 68 anni.;

## Opere
- João W. Neri, Erro de pessoa: Joana ou João?, Rio de Janeiro, Editora Record, 1984.
- João W. Neri, Viagem solitária: memórias de um transexual 30 anos depois, São Paulo, Leya Brasil, 2012.
- João W. Neri, Vidas trans: a coragem de existir (in collaborazione con Amara Moira, Márcia Rocha e T. Brant), Bauru, Leya Brasil, 2017.
- João W. Neri, Velhice transviada, Postumo, 2018.[6]